# Folkmar Koenigs
Folkmar Koenigs (* 12. Juni 1916 in Düsseldorf; † 9. Mai 2009) war ein deutscher Jurist.

## Leben
Koenigs war der Sohn von Gustav Koenigs, ebenfalls Jurist und von 1931 bis 1940 Staatssekretär im Reichsverkehrsministerium. Nach der Promotion am 22. Dezember 1938 an der Universität Innsbruck zum Dr. iur. und der Habilitation 1956 in Hamburg lehrte er von 1957 bis 1960 als Privatdozent für Bürgerliches Recht, Handelsrecht und Arbeitsrecht an der Universität Hamburg und von 1964 bis 1981 als Professor für Handels- und Wirtschaftsrecht an der TU Berlin. Koenigs engagierte sich in der Notgemeinschaft für eine freie Universität.

## Schriften (Auswahl)
- Die Haftung für Personenschäden im deutschen Verkehrsrecht. Springer Verlag, Berlin/Heidelberg 1938.
- Englisch für Juristen. Sammlung der wichtigsten Ausdrücke des Rechtslebens. Wennigsen (Deister) 1945, OCLC 73504225.
- Fragen des Seearbeitsrechts in rechtsvergleichender Darstellung, zugleich ein Beitrag zu einem neuen deutschen Seemannsgesetz. Eckhardt & Messdorf Verlag, Hamburg 1954.
- Grundsatzfragen der betrieblichen Mitbestimmung. Cram de Gruyter, Hamburg 1954.
- Die stille Gesellschaft. Verlag de Gruyter, 1961, ISBN 978-3-11-116697-1.
- Europäisches Wirtschaftsrecht; 1: Rechtsquellen und Schrifttum. Berlin 1968
  - Band 2: Europäisches Wirtschaftsgemeinschaft: Die Organe der Gemeinschaft.
  - Band 3: Europäisches Wirtschaftsgemeinschaft: Der freie Warenverkehr.
  - Band 4: Europäisches Wirtschaftsgemeinschaft: Die Handelspolitik.
  - Band 5: Europäisches Wirtschaftsgemeinschaft: Die Freizügigkeit, der freie Dienstleistungs- und Kapitalverkehr.
  - Band  6: Europäisches Wirtschaftsgemeinschaft: Der Verkehr.
  - Band 7: Europäisches Wirtschaftsgemeinschaft: Dumping.
  - Band 8: Europäisches Wirtschaftsgemeinschaft: Assoziierung.
  - Band 9: Europäisches Wirtschaftsgemeinschaf: Steuerliche Vorschriften.
  - Band 10: Europäisches Wirtschaftsgemeinschaft: Staatliche Beihilfen.
- Gedanken zur Krise der Bildungspolitik. Gemeinsam mit Joachim Schiller. Berlin 1975, OCLC 312677445.
- Aktuelle Probleme der EG-Wettbewerbsregeln: Stichworte und Materialien. FIW Verlag, Köln 1983.
- Rechtsfolgen der Einheitlichen Europäischen Akte für den Gewerblichen Rechtsschutz. 1988.
- Neuere Entwicklungen des EWG-Rechts, insbesondere des Kartellrechts: Ausarbeitung des Vortrages anläßl. des 16. FIW-Seminars am 11. November 1988 in Köln. 1988.